# 佐丹奴
佐丹奴（英語：Giordano，港交所：0709）於 1981 年在香港成立，是一間休閒服裝製造商和國際零售商，提供男士、女士和兒童服裝及飾品。全球擁有約 6,500 名員工和約 1,800 間店鋪，業務遍及亞太、中東、澳洲和非洲等全球 30 多個國家和地區。品牌包括：Giordano、Giordano Women、Giordano Junior、Giordano Ladies、BSX 和 Beau Monde。
佐丹奴由黎智英於1981年創立； 他與公司的關係於1996年結束。及後劉國權接任董事會主席兼行政總裁，領導佐丹奴至2024年。2024年4月， Colin Melville Kennedy Currie 被任命為佐丹奴行政總裁，曾安業被任命為佐丹奴主席。

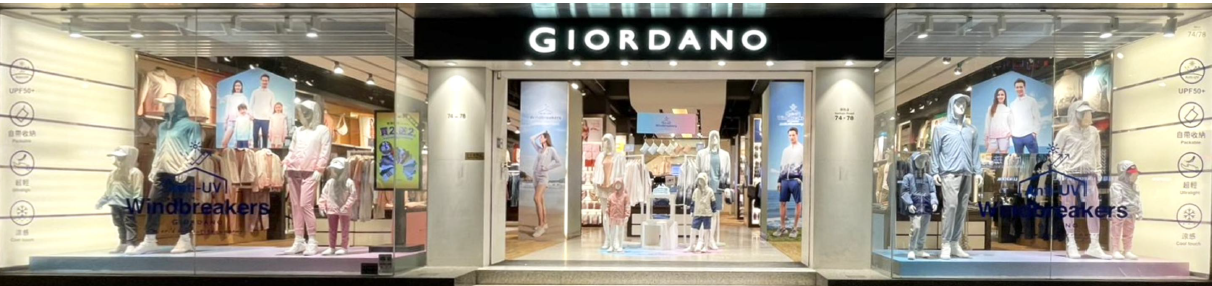
位於香港尖沙咀文遜大廈的兩層旗艦店

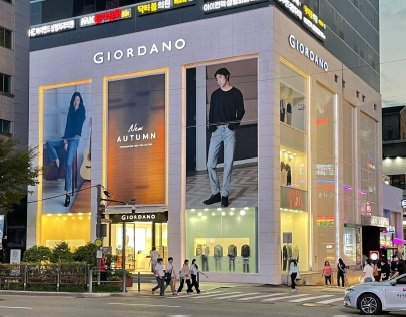
位南韓江南的佐丹奴三層旗艦店

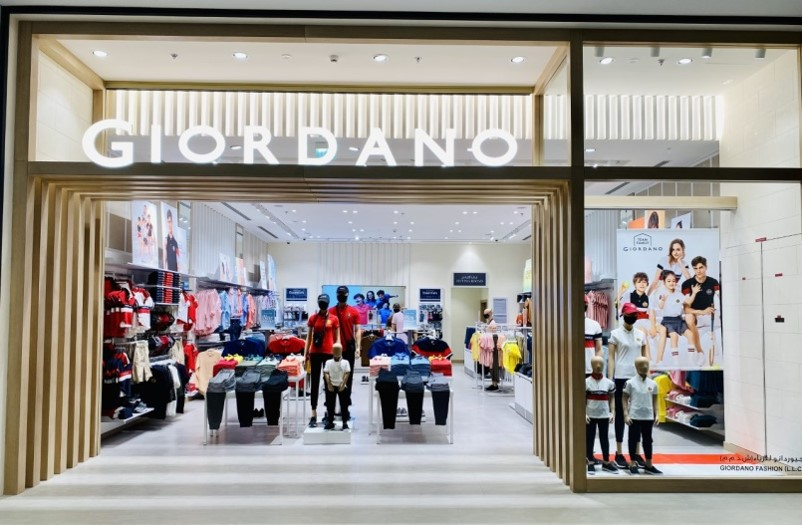
位於杜拜阿聯酋最新的購物中心杜拜山莊的佐丹奴分店

## 歷史
佐丹奴於 1981 年由黎智英在香港創立。 據說，公司名稱的靈感來自於一次去紐約出差的經驗。 他發現自己身處曼哈頓的一間同名披薩店，隔天醒來，發現口袋裡有一張印有佐丹奴名字的餐巾。 1983年，佐丹奴在香港開設第一間零售店。
如今，佐丹奴已成為亞太地區最知名、最成熟的服裝零售商之一，擁有約 6,500 名員工和約 1,800 間店鋪，業務遍及亞太、中東、澳洲和非洲等全球 30 多個國家和地區。

## 業務範圍
直至 2023 年，佐丹奴在 30 多個國家經營約 1,800 間商店。

### 香港
佐丹奴於1981年在香港創立。該公司目前在香港經營超過38間店鋪，其中包括位於尖沙咀的兩層旗艦店。 其總部位於香港。

### 中國大陸
佐丹奴於1991年進入中國大陸市場，並於1992年設立區域辦公室，目前在大中華區各主要城市經營486間店。

### 台灣
佐丹奴於1983年透過合資企業分銷佐丹奴商品，進入台灣。 現時在台灣擁有168間店舖，分別位於台北、台中、台南。

### 印尼
佐丹奴在印尼擁有 230 多間商店。該品牌也在雅加達和巴厘島等全國繁華地段有售。

### 泰國
佐丹奴於1994年透過成立合資企業推出品牌，現時在全國擁有150多間專賣店。

### 新加坡
佐丹奴於1985年進入新加坡，作為東南亞第一階段的擴張。 該公司在市場擁有30間專賣店。

### 越南和柬埔寨
集團目前在越南擁有44間門市，在柬埔寨擁有 3間門市，均位於熱門地點。

### 馬來西亞
佐丹奴在1991年進入馬來西亞市場，並於在吉隆坡開設第一間分店。在馬來西亞，佐丹奴遍佈多個地點，包括 Pavilion KL、Suria KLCC 和 Exchange TRX。

### 南韓
第一間商店在1994 年開幕。現時在江南設有三層旗艦店。其他商店位於黃金地段，包括樂天世界購物中心。 目前，集團在全國擁有120間門市。

### 印度
佐丹奴於 2006 年首次進軍印度市場，在2018 年與新的特許經營合作夥伴重新推出品牌。目前在印度有58個銷售點，主要分佈在北方邦、中央邦和德里等邦。

### 海灣合作委員會
佐丹奴於 1995 年進入中東市場。 目前在杜拜、沙烏地阿拉伯、卡達和科威特設有門市。 佐丹奴於杜拜開設門市，在繁華地段如阿聯酋購物中心和迪拜山購物中心等購物中心設有商店。

### 非洲
佐丹奴於2019年進入非洲。 該公司已在阿爾及利亞、埃及 、加納 、肯亞、和毛里求斯開設了商店。

## 品牌

### Giordano Men & Giordano Women
佐丹奴自有品牌，於1981年推出，是該公司的核心品牌。注重簡約，以輕鬆和易於穿著的日常時尚為特色。

### Giordano Junior
童裝系列，提供各種實用又時尚的童裝。

### Giordano Ladies
針對職場女性。

### G-Motion
2016 年推出機能性運動休閒服飾品牌。

### BSX
BSX 於 2007年推出，是一個以街頭風格和時尚系列為特色的品牌。品牌前身是1999年推出的 Bluestar Exchange。

### Beau Monde
Beau Monde 是佐丹奴的第二個平價品牌，以法國南部風格設計，提供日常服飾的平價品牌品牌。

## 外部連結
- GIORDANO佐丹奴網上商店香港 （页面存档备份，存于）
- GIORDANO佐丹奴線上購物台灣 （页面存档备份，存于）
- GIORDANO新加坡網站 （页面存档备份，存于）